# Буковинська область ОУН
Буковинська область ОУН — адміністративно-територіальна одиниця Організації українських націоналістів революційної (ОУНР), організаційно входила до складу Західноукраїнської землі (ЗУЗ).

## Історія
Буковинська область ОУН була створена на початку 1944 року. Обласний провід очолювала Артемізія Галицька-«Мотря» (березень—листопад 1944), організаційним референтом був Мирослав Кіндзірський-«Степан», військовим референтом Орест Гаджа-«Кармелюк» (березень—травень 1944) та Мирослав Гайдук-«Федір» (травень—листопад 1944).
У листопаді 1944 року Буковинська область ОУН була реогранізована в Буковинську округу Карпатського краю ОУН.

## Адміністративно-територіальний поділ Буковинської області ОУН
У Буковинській області, на відміні від інших областей ОУН, були відсутні округи, натомість вона складалася із повітів. Буковинська область ОУН поділялася на три повіти, які у свою чергу поділялися на райони.
| №  | Повіти                       | Райони                                            |
| -- | ---------------------------- | ------------------------------------------------- |
| 1. | Гірський (Вижницький)        | 1. Заставнянський 2. Кіцманський 3. Садгірський   |
| 2. | Запрутський (Заставнянський) | 1. Вашковецький 2. Глибоцький 3. Сторожинецький   |
| 3. | Чернівецький                 | 1. Кельменецький 2. Новоселицький 3. Сокирянський |